# Edmund O'Donovan
Edmund O'Donovan (1844 - 1883) fue un corresponsal de guerra británico, nacido en Dublín el 13 de septiembre de 1844, hijo de John O'Donovan, famoso arqueólogo y topógrafo irlandés.
En 1866 comienza a contribuir en el Irish Times y otros periódicos de Dublín. Tras la Batalla de Sedán se une a la Legión Extranjera del ejército francés, resultando herido y hecho prisionero por los alemanes.
En 1873 el levantamiento carlista le trae a España, donde escribió numerosas crónicas sobre la campaña. En 1876 asistió en representación del London Daily News al levantamiento de Bosnia y Herzegovina contra los turcos y en 1879, para el mismo periódico, realizó su famoso viaje a Merv. A su llegada a Merv, los turcos, tomándole por un espía ruso, le hicieron prisionero. Tras varios meses en cautividad, O'Donovan consiguió hacer llegar un telegrama a Inglaterra. El viaje y las aventuras que vivió aparecen descritas en el libro The Merv Oasis (1882). En 1883 O'Donovan acompañó la desventurada expedición de Hicks Pasha al Sudán egipicio, pereciendo en ella.
De adolescente, O'Donovan y la mayoría de sus hermanos se unieron a la Hermandad Republicana Irlandesa, una sociedad secreta cuyo objetivo era la libertad de Irlanda. Fue arrestado tres veces y permaneció detenido varios meses. Participó activamente en la organización de la Hermandad en el norte de Inglaterra, mientras proseguía su carrera como periodista. Disfrutaba participando en aventuras y era al mismo tiempo un experto lingüista y un experto en armamento.